# Convento di Santa Maria in Aracoeli
Il convento di Santa Maria in Aracoeli, detto anche semplicemente convento di Aracoeli e chiamato originariamente "convento di Santa Maria in Capitolio", è stato uno storico complesso monastico di origine medievale di Roma, dapprima di ordine benedettino e quindi francescano.
Situato sul Campidoglio, accanto all'omonima Basilica, per breve tempo fu sede dei vigili urbani e infine demolito, nel 1886, per i lavori di costruzione del Vittoriano, dopo una storia più che millenaria. Nello stesso periodo, fu costruito, a lato della scalinata, un convento francescano con il medesimo nome di quello storico, ma molto più piccolo del precedente.

## Storia

### Le origini: il monastero benedettino e poi francescano
Le prime origini del complesso - che sorse nell'area templare che comprendeva anche il tempio del Giove capitolino - risalgono forse al VI secolo. Alle rovine dell'imponente complesso di monumenti, distrutto dai Vandali nel V secolo, si sostituì gradualmente, riutilizzando parte del materiale edilizio, il complesso della Basilica e del convento di Aracoeli. Qui, a partire dal X secolo, venne osservata la regola benedettina.

Nel XIII secolo, vi venne forse a trovare ricovero San Francesco d'Assisi nei suoi soggiorni a Roma. Per questo, oltre che per la posizione centrale in città, pochi anni dopo la morte del Santo il convento divenne la sede principale romana del nascente ordine dei frati minori francescani: nel 1250 il papa Innocenzo IV affidò infatti proprio ai Francescani il complesso, compresa la basilica annessa. Da questo momento, l'istituzione cooperò sempre più strettamente con lo stesso Comune di Roma, il quale aveva sede nella attigua piazza del Campidoglio. Nel 1310 i francescani aprirono uno Studium generale, che operò come Studium universitario dal 1421 al 1444. Nel 1444, con il Papa Eugenio IV, il convento passò dai francescani conventuali ai Minori osservanti; nel 1517 divenne la sede generalizia di questi ultimi, ruolo che mantenne fino alla definitiva demolizione del convento nel 1886. La struttura, tuttavia, mantenne sempre la connotazione di centro di cultura e di insegnamento, restando sede di seminario per novizi e ospitando studiosi.

### Gli ampliamenti cinquecenteschi di Paolo III Farnese

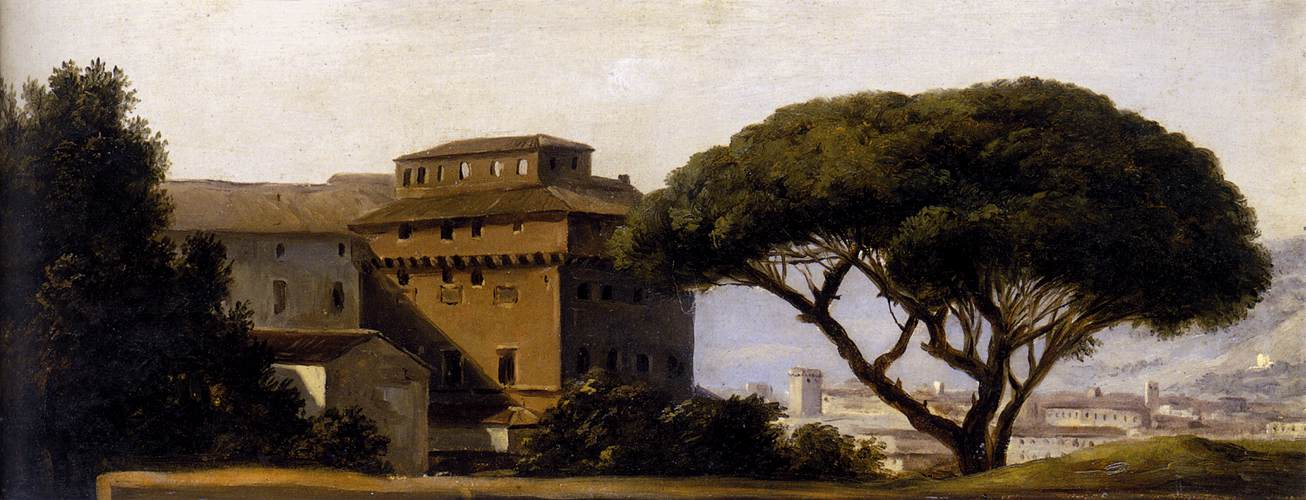
Vista del Convento di Ara Coeli con pini di Pierre-Henri de Valenciennes (anni 1780)

Il convento venne via via ampliato fino a comprendere tre chiostri. Adiacente all'edificio venne costruita, nel 1535, la villa papale chiamata comunemente Torre di Paolo III, dal nome del pontefice che ne ordinò la costruzione, Paolo III; un'altra costruzione annessa al convento fu il passetto sopraelevato - detto "arco San Marco" - che collegava l'intero complesso con Palazzetto San Marco (oggi Palazzetto Venezia), parte del Palazzo di San Marco (oggi Palazzo Venezia).
 
Tra le attività del monastero vi erano anche l'ospitalità e la cura degli infermi, ma fin dal Medioevo era presente anche una vasta biblioteca, che nel XIX secolo era composta di migliaia di volumi (oltre 17.000), di cui alcuni manoscritti. Tale ricca biblioteca, rifondata nel 1733 e chiamata biblioteca Aracoelitana (o anche Evoriana dalla città di origine del fondatore, il francescano José Ribeiro da Fonseca) era aperta al pubblico alcuni giorni della settimana.

### Dall'invasione francese alla demolizione
Nel 1798, con la prima invasione francese, il convento fu sconsacrato e adibito a stalla. Negli anni del governo napoleonico (1810 - 1815), nel convento si stabilì per breve tempo la sede dell'Accademia di San Luca.
 
Nel 1873 - durante il periodo successivo all'Unità d'Italia, che vide la soppressione di molti ordini religiosi e l'eversione di diversi immobili e beni ecclesiastici - lo Stato Italiano espropriò il complesso e lo adibì alla sede degli uffici dei vigili urbani per poco più di un decennio. Infine, nel 1886 il monastero fu abbattuto quasi completamente per fare posto al monumento del Vittoriano, al termine di una storia più che millenaria. La loggia cinquecentesca con il portico di accesso dalla basilica al convento è ancora oggi visibile sul lato destro di questa, al termine di una scalinata.